# Съюз на македонските студентски дружества в чужбина
Съюзът на македонските студентски дружества в чужбина е младежка организация създадена след Първата световна война. Известна е още като Македонски студентски съюз в чужбина и като Съюз на македонските академични дружества в чужбина.
Главното представителство на тази организация се намира във Виена, Австрия. Във Виена забележителна е дейността на Йордан Гюрков за организирането на македонските студенти в дружества през 1922 г., като от началото на 1923 г. такива студентски дружества се създават и в Лайпциг. Във Виена се създава особено ентусиазирано студентско ядро, което е инициатор за организиране на студентите от Македония в Мюнхен, Будапеща, Женева и Брюксел и на други места. Учредителният конгрес на Македонския студентски съюз в чужбина се провежда в началото на януари 1925 г. в Лайпциг. Тук се избира управително тяло, приема се устав и се определя Виена за седалище на Съюза.
В съобщението за създаването на МССЧ студентите от Македония заявяват на европейското общество и на колегите си от Международната студентска федерация, че те се организират в чужбина защото не могат да сторят това в родните си места, където българите са преследвани и подложени на най-варварско отношение от сръбските и гръцки власти. Никола Велев е назначен за съюзен организатор на Съюза през 1925 година. През същата година възникнат други дружества и в Милано, Торино, Бари. През следващите години клонове на Съюза възникват в Страсбург, Марсилия, Гренобъл, Нанси, Лиеж, Болоня, Рим и Хайделберг. Всички те развиват активна антисръбска, антиюгославска и антигръцка пропаганда.
След разцеплението на ВМРО през 1928 година и убийството на генерал Александър Протогеров разногласия настъпват и в МСС. Кр. Николов и П. Манев заедно със съюзния организатор Н. Велев се оттеглят от дейността на организацията, а новият секретариат от юли 1929 година е в състав Никола Коларов, Живко Гелев и Петър Мирчев. Седалището на Съюза се премества в Париж и започва издаването на списание „Жон Маседоан“, а дейността му постепенно замира след държавния преврат в България от 19 май 1934 година.